# Новская волость
Новская волость — aдминистративно-территориальная единица Бежецкого уезда Тверской губернии, создана после реформы 1861 г. и существовала до мая 1922 года, когда все ее населенные пункты вошли в состав Бежецкой волости.
Названа по деревне Село Новое, входящей в ее состав.
В 1861—1863 годах волостное правление находилось в деревне Заручье, а позже — в селе Градницы.

## География
Волость находилась в северной части уезда, на юге граничила с Бежецком.
Западная граница волости проходила по реке Молога и озеру Верестово.
Через волость проходили:
- Поречский тракт, связывавший Бежецк через с. Алабузино и Мурзиху с крупным торговым центром уезда — селом Поречье;
- Молоковский тракт, связывавший Бежецк с селом Молоково, расположенном на севере уезда;
- Краснохолмский тракт. С проведением железной дороги до Красного Холма его значение было утрачено[2].

## Население
В 1863 г. в волости проживало 4245 человек
В 1890 г. население волости составляло 8080 человек, крестьянам принадлежало 14824 десятины земли.

## Населённые пункты
Количественный состав населенных пунктов волости менялся год от года, насчитывая от 51 до 68 сёл и деревень.
В 1915 году в состав волости входил 51 населенный пункт.
| №  | Населённый пункт    | Тип     | Число дворов |
| -- | ------------------- | ------- | ------------ |
| 1  | Алексино-Зарецкое   | Деревня | 42           |
| 2  | Алексино Подмогское | Деревня | 40           |
| 3  | Алабузино           | Село    | 148          |
| 4  | Андреевское         | Деревня | 21           |
| 5  | Белобородово        | Деревня | 46           |
| 6  | Бочка               | Деревня | 14           |
| 7  | Борок Старый        | Деревня | 22           |
| 8  | Борок Новый         | Деревня | 25           |
| 9  | Борок Киселёв       | Деревня | 20           |
| 10 | Ворониха            | Деревня | 27           |
| 11 | Ворониха            | Деревня | 13           |
| 12 | Высока              | Деревня | 48           |
| 13 | Высочек             | Деревня | 28           |
| 14 | Градницы            | Село    | 30           |
| 15 | Гудково             | Деревня | -            |
| 16 | Горни               | Деревня | 60           |
| 17 | Дмитровка           | Деревня | 13           |
| 18 | Екотлово            | Деревня | 8            |
| 19 | Жарки               | Деревня | 35           |
| 20 | Жары                | Деревня | 30           |
| 21 | Заболотье           | Деревня | 50           |
| 22 | Загорье-Зимогорье   | Деревня | 39           |
| 23 | Западнево           | Деревня | 2            |
| 24 | Заручье             | Деревня | 68           |
| 25 | Захарово            | Деревня | 66           |
| 26 | Зобищи              | Деревня | 33           |
| 27 | Иевлево             | Деревня | 45           |
| 28 | Каурово             | Деревня | 19           |
| 29 | Клетиково           | Деревня | 32           |
| 30 | Кославля            | Деревня | 23           |
| 31 | Корницы             | Деревня | 43           |
| 32 | Ляды                | Деревня | 87           |
| 33 | Молоди              | Деревня | 19           |
| 34 | Молодка             | Деревня | 15           |
| 35 | Мурзиха             | Деревня | 12           |
| 36 | Ножкино             | Деревня | 42           |
| 37 | Новое Село          | Деревня | 38           |
| 38 | Новое Село          | Деревня | 59           |
| 39 | Огорелка            | Деревня | 21           |
| 40 | Петрищево           | Деревня | 10           |
| 41 | Прозорово           | Деревня | 24           |
| 42 | Пукшино             | Деревня | 32           |
| 43 | Пыли                | Деревня | 63           |
| 44 | Слепнёво            | Сельцо  | 31           |
| 45 | Сокольниково        | Деревня | 15           |
| 46 | Сидорково           | Деревня | 14           |
| 47 | Стегнышево          | Деревня | 23           |
| 48 | Теребени            | Деревня | 39           |
| 49 | Ханино              | Деревня | 15           |
| 50 | Хотено              | Деревня | 21           |
| 51 | Щёлково             | Деревня | 9            |

В полицейском отношении в 1913 году уезд был разделён на четыре стана, волость относилась ко второму стану. В Градницах находился полицейский урядник.
Жители волости были прихожанами Троицкой и Смоленской церквей села Алабузино, а также Троицкой церкви села Градницы.
В 1919 г. из состава Новской волости были выделены 12 населенных пунктов, образовавшие Алабузинскую волость с центром в селе Алабузино.  В 1921 г. в ней было 5 сельсоветов: Алабузинский, Захаровский, Лядовский, Новосельский и Прозоровский и проживало 3596 человек.
С 2005 по 2023 г. 11 населенных пунктов бывшей Новской волости входили во Фралёвское сельское поселение, 10 — в Борковское сельское поселение. С апреля 2023 г. все они непосредственно относятся к Бежецкому муниципальному округу.